# Tolbaños
Tolbaños – gmina w Hiszpanii, w prowincji Ávila, w Kastylii i León, o powierzchni 52,01 km². W 2011 roku gmina liczyła 107 mieszkańców.